# I. e. 616
Évszázadok: i. e. 8. század – i. e. 7. század – i. e. 6. század
Évtizedek: i. e. 660-as évek – i. e. 650-es évek – i. e. 640-es évek – i. e. 630-as évek – i. e. 620-as évek – i. e. 610-es évek – i. e. 600-as évek – i. e. 590-es évek – i. e. 580-as évek – i. e. 570-es évek – i. e. 560-as évek
Évek: i. e. 621 – i. e. 620 – i. e. 619 – i. e. 618 –  i. e. 617 – i. e. 616 – i. e. 615 – i. e. 614 – i. e. 613 – i. e. 612 – i. e. 611

## Események
- A 41. olümpiai játékok
- Lucius Tarquinius Priscus római király uralkodásának kezdete (i. e. 578-ig)
- Urukot végleg elveszíti Asszíria és ezzel teljes Babilónia a babiloni Nabú-apal-uszur kezére kerül.
- Az etruszk uralom kezdete a Római Királyságban, Lucius Tarquinius Priscus dinasztiájával kezdődik az első történetileg igazolt uralkodók sora.